# Bundestagswahlkreis Salzgitter – Wolfenbüttel
Der Bundestagswahlkreis Salzgitter – Wolfenbüttel (Wahlkreis 49) ist ein Wahlkreis in Niedersachsen und umfasst die kreisfreie Stadt Salzgitter, den Landkreis Wolfenbüttel und vom Landkreis Goslar die Gemeinden Langelsheim, Liebenburg und Seesen sowie die Samtgemeinde Lutter am Barenberge.  Die Vorgängerwahlkreise mit ähnlichem Territorium waren vor 1980 die Wahlkreise Salzgitter bzw. Gandersheim – Salzgitter.

## Wahlkreisgeschichte
| Wahl      | Wahlkreisname                | Gebiet |
| --------- | ---------------------------- | --- |
| 1949      | 27 Gandersheim – Salzgitter  | Salzgitter, Landkreis Gandersheim, vom Landkreis Wolfenbüttel die Exklave Baddeckenstedt                                                                        |
| 1953–1961 | 49 Gandersheim – Salzgitter  | Salzgitter, Landkreis Gandersheim, vom Landkreis Wolfenbüttel die Exklave Baddeckenstedt                                                                        |
| 1965–1976 | 44 Salzgitter                | Salzgitter, Landkreis Gandersheim, vom Landkreis Wolfenbüttel die Exklave Baddeckenstedt                                                                        |
| 1980–1998 | 44 Salzgitter – Wolfenbüttel | Salzgitter, Landkreis Wolfenbüttel |
| 2002–2005 | 49 Salzgitter – Wolfenbüttel | Salzgitter, Landkreis Wolfenbüttel, vom Landkreis Goslar die Städte Langelsheim und Seesen, die Gemeinde Liebenburg sowie die Samtgemeinde Lutter am Barenberge |
| 2009      | 50 Salzgitter – Wolfenbüttel | Salzgitter, Landkreis Wolfenbüttel, vom Landkreis Goslar die Städte Langelsheim und Seesen, die Gemeinde Liebenburg sowie die Samtgemeinde Lutter am Barenberge |
| seit 2013 | 49 Salzgitter – Wolfenbüttel | Salzgitter, Landkreis Wolfenbüttel, vom Landkreis Goslar die Städte Langelsheim und Seesen, die Gemeinde Liebenburg sowie die Samtgemeinde Lutter am Barenberge |

## Wahlkreisabgeordnete
| Wahl | Abgeordneter | Abgeordneter         | Partei | Stimmen in % |
| ---- | ------------ | -------------------- | ------ | ------------ |
| 1949 |              | Karl Bielig          | SPD    | 35,2         |
| 1953 |              | Wilhelm Höck         | CDU    | 39,8         |
| 1957 | 48,3         | Wilhelm Höck         | CDU    |              |
| 1961 |              | Hans-Jürgen Junghans | SPD    | 46,8         |
| 1965 | 48,3         | Hans-Jürgen Junghans | SPD    |              |
| 1969 | 52,5         | Hans-Jürgen Junghans | SPD    |              |
| 1972 | 59,0         | Hans-Jürgen Junghans | SPD    |              |
| 1976 | 55,0         | Hans-Jürgen Junghans | SPD    |              |
| 1980 | 54,2         | Hans-Jürgen Junghans | SPD    |              |
| 1983 | 47,9         | Hans-Jürgen Junghans | SPD    |              |
| 1987 |              | Wilhelm Schmidt      | SPD    | 49,2         |
| 1990 | 45,4         | Wilhelm Schmidt      | SPD    |              |
| 1994 | 49,9         | Wilhelm Schmidt      | SPD    |              |
| 1998 | 58,9         | Wilhelm Schmidt      | SPD    |              |
| 2002 | 56,8         | Wilhelm Schmidt      | SPD    |              |
| 2005 |              | Sigmar Gabriel       | SPD    | 52,3         |
| 2009 | 44,9         | Sigmar Gabriel       | SPD    |              |
| 2013 | 46,6         | Sigmar Gabriel       | SPD    |              |
| 2017 | 42,8         | Sigmar Gabriel       | SPD    |              |
| 2021 |              | Dunja Kreiser        | SPD    | 38,6         |
| 2025 | 30,6         | Dunja Kreiser        | SPD    |              |

## Wahlergebnisse

### Bundestagswahl 2025
| Kandidaten                                             | Kandidaten                 | Parteien/Listen       | Erststimmen | Erststimmen | Zweitstimmen | Zweitstimmen |
| Kandidaten                                             | Kandidaten                 | Parteien/Listen       | Stimmen     | %           | Stimmen      | %            |
| ------------------------------------------------------ | -------------------------- | --------------------- | ----------- | ----------- | ------------ | ------------ |
|                                                        | Dunja Kreisergewählt im WK | SPD                   | 48.410      | 30,6        | 38.651       | 24,4         |
|                                                        | Reza Asghari               | CDU                   | 44.809      | 28,3        | 42.084       | 26,5         |
|                                                        | Lena Krause                | Bündnis 90/Die Grünen | 10.911      | 6,9         | 13.825       | 8,7          |
|                                                        | Kevin Paul Gewalt          | FDP                   | 3.934       | 2,5         | 5.618        | 3,5          |
|                                                        | Angela Rudzka              | AfD                   | 33.787      | 21,3        | 33.838       | 21,3         |
|                                                        | Cem Ince                   | Die Linke             | 11.137      | 7,0         | 12.355       | 7,8          |
|                                                        | Jörg-Uwe Weber             | Freie Wähler          | 2.294       | 1,4         | 1.131        | 0,7          |
|                                                        | –                          | Tierschutzpartei      | –           | –           | 2.025        | 1,3          |
|                                                        | Nina Utz                   | dieBasis              | 1.405       | 0,9         | 538          | 0,3          |
|                                                        | –                          | Die PARTEI            | –           | –           | 731          | 0,5          |
|                                                        | –                          | Piraten               | –           | –           | 268          | 0,2          |
|                                                        | Marie Nadine Lenke         | Volt                  | 1.595       | 1,0         | 814          | 0,5          |
|                                                        | –                          | PdH                   | –           | –           | 105          | 0,1          |
|                                                        | –                          | MLPD                  | –           | –           | 31           | 0,0          |
|                                                        | –                          | Bündnis Deutschland   | –           | –           | 179          | 0,1          |
|                                                        | –                          | BSW                   | –           | –           | 6.408        | 4,0          |
| Gesamt                                                 | Gesamt                     | Gesamt                | 158.282     | 100         | 158.601      | 100          |
|                                                        |                            |                       |             |             |              |              |
| Ungültige Stimmen                                      | Ungültige Stimmen          | Ungültige Stimmen     | 1.311       | 0,8         | 992          | 0,6          |
| Wähler                                                 | Wähler                     | Wähler                | 159.593     | 81,7        | 159.593      | 81,7         |
| Wahlberechtigte                                        | Wahlberechtigte            | Wahlberechtigte       | 195.221     |             | 195.221      |              |
|                                                        |                            |                       |             |             |              |              |
| Quellen: Die Bundeswahlleiterin, Kandidaten – Ergebnis |                            |                       |             |             |              |              |

### Bundestagswahl 2021
Der Stimmzettel zur Bundestagswahl am 26. September 2021 umfasst 21 Landeslisten. Die Parteien haben folgende Kandidaten aufgestellt.
| Direktkandidat         | Partei           | Erststimmen in % | Zweitstimmen in % |
| ---------------------- | ---------------- | ---------------- | ----------------- |
| Holger Bormann         | CDU              | 27,2             | 23,0              |
| Dunja Kreiser          | SPD              | 38,6             | 36,6              |
| Max Weitemeier         | FDP              | 6,6              | 9,2               |
| Thomas Günther         | AfD              | 9,9              | 9,9               |
| Claudia Bei der Wieden | GRÜNE            | 10,6             | 12,4              |
| Victor Perli           | DIE LINKE        | 3,9              | 3,1               |
| -                      | Die PARTEI       | -                | 0,9               |
| -                      | Tierschutzpartei | -                | 1,5               |
| Günter Gehmert         | FREIE WÄHLER     | 1,1              | 0,9               |
| Jens Golland           | PIRATEN          | 0,8              | 0,4               |
| –                      | NPD              | -                | 0,2               |
| –                      | V-Partei³        | -                | 0,1               |
| –                      | ÖDP              | -                | 0,1               |
| -                      | MLPD             | -                | 0,0               |
| –                      | DKP              | -                | 0,0               |
| Volker Eyssen          | dieBasis         | 1,1              | 0,9               |
| –                      | du.              | -                | 0,1               |
| –                      | LKR              | -                | 0,0               |
| -                      | Die Humanisten   | -                | 0,1               |
| –                      | Team Todenhöfer  | -                | 0,5               |
| –                      | Volt             | -                | 0,2               |
| Christiane Jagau       | Einzelbewerber   | 0,2              | -                 |
| Paul Deutsch           | Einzelbewerber   | 0,0              | -                 |

### Bundestagswahl 2017
Bei der Bundestagswahl am 24. September 2017 waren 206.133 Einwohner wahlberechtigt, die Wahlbeteiligung lag bei 76,2 Prozent.
| Direktkandidat     | Partei           | Erststimmen in % | Zweitstimmen in % |
| ------------------ | ---------------- | ---------------- | ----------------- |
| Uwe Lagosky        | CDU              | 29,1             | 29,5              |
| Sigmar Gabriel     | SPD              | 42,8             | 32,4              |
| Ghali El Boustami  | GRÜNE            | 4,3              | 6,6               |
| Victor Perli       | DIE LINKE.       | 6,0              | 7,2               |
| Jens Henry Neubert | FDP              | 4,7              | 8,0               |
| Manfred Wolfrum    | AfD              | 11,9             | 12,3              |
| Jens Golland       | PIRATEN          | 0,9              | 0,4               |
| –                  | NPD              | –                | 0,4               |
| –                  | Tierschutzpartei | –                | 1,0               |
| –                  | FREIE WÄHLER     | –                | 0,3               |
| –                  | MLPD             | –                | 0,0               |
| –                  | BGE              | –                | 0,1               |
| –                  | DiB              | –                | 0,1               |
| –                  | DKP              | –                | 0,0               |
| –                  | DM               | –                | 0,3               |
| –                  | ÖDP              | –                | 0,1               |
| –                  | Die PARTEI       | –                | 1,0               |
| –                  | V-Partei³        | –                | 0,1               |
| Christiane Jagau   | –                | 0,2              | –                 |
| Niels Salveter     | –                | 0,1              | –                 |

### Bundestagswahl 2013
Zur Wahl am 22. September wurden 14 Landeslisten zugelassen.
| Direktkandidat         | Partei           | Erststimmen in % | Zweitstimmen in % |
| ---------------------- | ---------------- | ---------------- | ----------------- |
| Uwe Lagosky            | CDU              | 37,0             | 35,8              |
| Sigmar Gabriel         | SPD              | 46,6             | 39,2              |
| Dirk Michaelis         | FDP              | 1,1              | 3,4               |
| Sascha Pitkamin        | GRÜNE            | 4,4              | 7,3               |
| Dorothée Menzner       | DIE LINKE.       | 4,3              | 5,6               |
| Arne Hattendorf        | PIRATEN          | 1,4              | 1,5               |
| Adolf Preuß            | NPD              | 1,3              | 1,2               |
| –                      | Tierschutzpartei | –                | 0,9               |
| –                      | MLPD             | –                | 0,0               |
| Axel Steinkampf-Sommer | AfD              | 3,0              | 4,0               |
| –                      | pro Deutschland  | –                | 0,1               |
| –                      | REP              | –                | 0,1               |
| Anke Bastian           | FREIE WÄHLER     | 0,8              | 0,7               |
| –                      | PBC              | –                | 0,1               |

### Bundestagswahl 2009
| Direktkandidat               | Partei     | Erststimmen | Zweitstimmen |
| ---------------------------- | ---------- | ----------- | ------------ |
| Sigmar Gabriel               | SPD        | 44,9 %      | 34,2 %       |
| Jochen-Konrad Fromme         | CDU        | 32,6 %      | 30,7 %       |
| Jürgen Selke-Witzel          | GRÜNE      | 5,8 %       | 8,8 %        |
| Thomas Keller                | FDP        | 6,1 %       | 10,6 %       |
| Hermann Fleischer            | Die Linke. | 8,1 %       | 10,0 %       |
| Friedrich-Werner Schulenburg | NPD        | 1,8 %       | 1,6 %        |
| Rolf Vorberger               | RRP        | 0,7 %       | 1,1 %        |
| –                            | PIRATEN    | –           | 1,8 %        |
| Sonstige                     | Sonstige   | –           | 1,1 %        |